# April 2021
Dit artikel geeft een chronologisch overzicht van de belangrijkste gebeurtenissen per dag in de maand april van het jaar 2021.

## Gebeurtenissen

### 2 april
- Demissionair premier Mark Rutte overleeft een motie van wantrouwen na een debat over de verkenning van de kabinetsformatie van 2021-'22.[1]

### 3 april
- De mensenrechtenorganisatie Assistance Association for Political Prisoners zegt dat 'ruim 550 mensen gedood zijn door het leger' tijdens protesten en 'zo'n 2750 mensen zijn gevangengenomen of gestraft' sinds de militaire coup in Myanmar in 2021.[2]

### 6 april
- (en) Het dodental wereldwijd als gevolg van COVID-19 passeert officieel de 3 miljoen. Vooral in Brazilië en India stijgt het aantal doden snel, als gevolg van nieuwe mutaties van het virus.[3]
- In Oost-Indonesië en Oost-Timor stijgt het officiële dodental als gevolg van de cycloon Seroja tot 157. Tienduizenden mensen raken dakloos.[4]
- In Wenen komen diplomaten van de Verenigde Staten en Iran bijeen om de mogelijkheden voor een nieuwe Iran-deal te bespreken, nadat de vorige deal in 2018 door president Trump werd beëindigd.[5]

### 10 april
- De Franse kustwacht onderschept van verschillende boten in het Kanaal in totaal 84 migranten die illegaal de oversteek naar het Verenigd Koninkrijk probeerden te maken.[6]

### 11 april
- De eerste geplande vlucht van Ingenuity, een onbemande helikopter die vorige maand op Mars landde, wordt uitgesteld vanwege een technisch probleem.[7]
- In een ondergrondse nucleaire installatie in de Iraanse plaats Natanz vindt een explosie plaats, vermoedelijk een aanslag. Iran houdt Israël verantwoordelijk voor de actie.[8]

### 12 april
- In India worden 168.912 nieuwe COVID-19-besmettingen gemeld, een recordaantal binnen 24 uur. Het totale aantal covidbesmettingen in India bedraagt nu ruim 13,5 miljoen.[9] (Lees verder)

### 13 april
- Farmaceut Johnson & Johnson stelt de uitrol van zijn COVID-19-vaccin Ad26.COV2.S in Europa uit vanwege mogelijke bijwerkingen van het vaccin. In de VS kregen zes vrouwen eerder een zeldzame vorm van trombose na met het vaccin te zijn ingeënt, van wie er één overleed.[10]
- De Amerikaanse president Biden kondigt aan dat alle troepen van de VS tegen 11 september (precies 20 jaar na de aanslagen in New York en Washington) weg zullen zijn uit Afghanistan.[11] (Lees verder)
- Bij een ongeluk met een touringcar in de Peruaanse provincie Pomambamba vallen zeker 20 doden.[12]
- Op zee tussen Jemen en Djibouti verdrinken zeker 42 migranten die de burgeroorlog waren ontvlucht, nadat hun boot kapseist.[13]

### 14 april
- Denemarken stopt helemaal met inenten met het AstraZeneca-vaccin tegen COVID-19, en schort het gebruik van het Janssen-vaccin op. Aanleiding zijn de mogelijke bijwerkingen van beide vaccins, met name de kans op trombose.[14]
- Bij een brand in een school in de Nigerese hoofdstad Niamey komen 20 kinderen in de leeftijd van 5 tot 10 jaar en een lerares om het leven.[15]

### 18 april
- Bij een natuurbrand op de Tafelberg in Zuid-Afrika raakt de universiteit van Kaapstad beschadigd, met name de universiteitsbibliotheek. Een deel van de collectie erfgoederen gaat verloren. Ook een nabijgelegen Nederlandse molen (Mosterts molen) wordt verwoest.[16]
- De NASA-robothelikopter Ingenuity stijgt op vanaf het oppervlak van Mars, waar de helikopter op 18 februari landde. Het is de eerste gemotoriseerde vlucht op een andere planeet dan de Aarde in de geschiedenis.[17]

### 19 april
- Bij een grote woningbrand in de Heyvaertwijk in het Belgische Anderlecht in de nacht van zondag op maandag vallen een dode en zeker 30 gewonden.[18][19]

### 21 april
- De Indonesische aanvalsonderzeeër KRI Nanggala 402 raakt met 53 mensen aan boord vermist tijdens een oefening ten noorden van Bali. Vermoed wordt dat de boot tot een diepte van 600 à 700 meter is gezonken.[20]
- De Europese Raad en het Europees Parlement bereiken een voorlopig akkoord over een klimaatwet waarmee Europa in 2050 klimaatneutraal moet zijn.[21]

### 23 april
- In de Franse gemeente Rambouillet wordt een politieagente op kantoor doodgestoken. De dader, een 36-jarige man uit Tunesië, wordt doodgeschoten.[22]
- In de Belgische plaatsen Leuven en Aalst blijken 20 studenten geneeskunde uit India besmet te zijn met B.1.617, de Indiase variant van COVID-19.[23]

### 25 april
- Bij een brand in een ziekenhuis in het zuiden van de Iraakse hoofdstad Bagdad vallen meer dan 80 doden. In het ziekenhuis lagen vooral COVID-19-patiënten.[24]
- Het wrak van de Indonesische onderzeeboot KRI Nanggala 402, die sinds vier dagen werd vermist, wordt gevonden. De 53 opvarenden zijn overleden.[25]

### 29 april
- Turkije gaat vanwege de coronapandemie opnieuw in een landelijke lockdown, die zal duren tot 17 mei.

### 30 april
- Tijdens een festival op de Meronberg in Israël vallen ten minste 44 doden en vele gewonden door verdrukking. De bezoekers vierden er het joodse feest Lag Baomer. Het was het grootste evenement in Israël sinds het begin van de coronapandemie.[26]

## Overleden
<< · januari · februari · maart · april · mei · juni · juli · augustus · september · oktober · november · december · >>